# 张琏 (唐朝)
张琏（9世纪—890年代），唐朝末年泾原节度使。
乾宁二年（895年）十二月，张琏父泾原节度使张鐇薨，以张琏权知留后。张琏后被任为节度使。四年（897年）九月，因被凤翔节度使李茂贞所迫出奔华州的唐昭宗以张琏为凤翔西北行营招讨使，静难军节度使李思谏为凤翔四面行营副都统，讨李茂贞。因唐室已衰微，此次征讨有名无实。十月，授张琏检校司徒，加同平章事。
光化二年（899年）正月，泾原军留后张珂被表为节度使，可见张琏当时已不在任，可能已去世。张珂为张琏的族人，具体关系待考。